# Rochester (Indiana)
Rochester ist eine City im US-Bundesstaat Indiana. Mit 6414 Einwohnern (Stand 2000) ist sie Sitz der Bezirksverwaltung (County Seat) des Fulton County.

## Geographie
Rochester liegt auf 41 Grad 3' 43" (41,061883) nördlicher Breite und 86 Grad 12' 24" (86,206727) westlicher Länge. Die Stadt weist eine Gesamtfläche von 14,7 km² auf, von denen 11,8 km² Landfläche und 2,9 km² (19,58 %) Wasser sind. Zu Rochester gehört der künstliche See Lake Manitou, der durch einen Staudamm am Mill Creek erzeugt wird. Es gibt zwei Golfplätze in Rochester.

## Bevölkerung

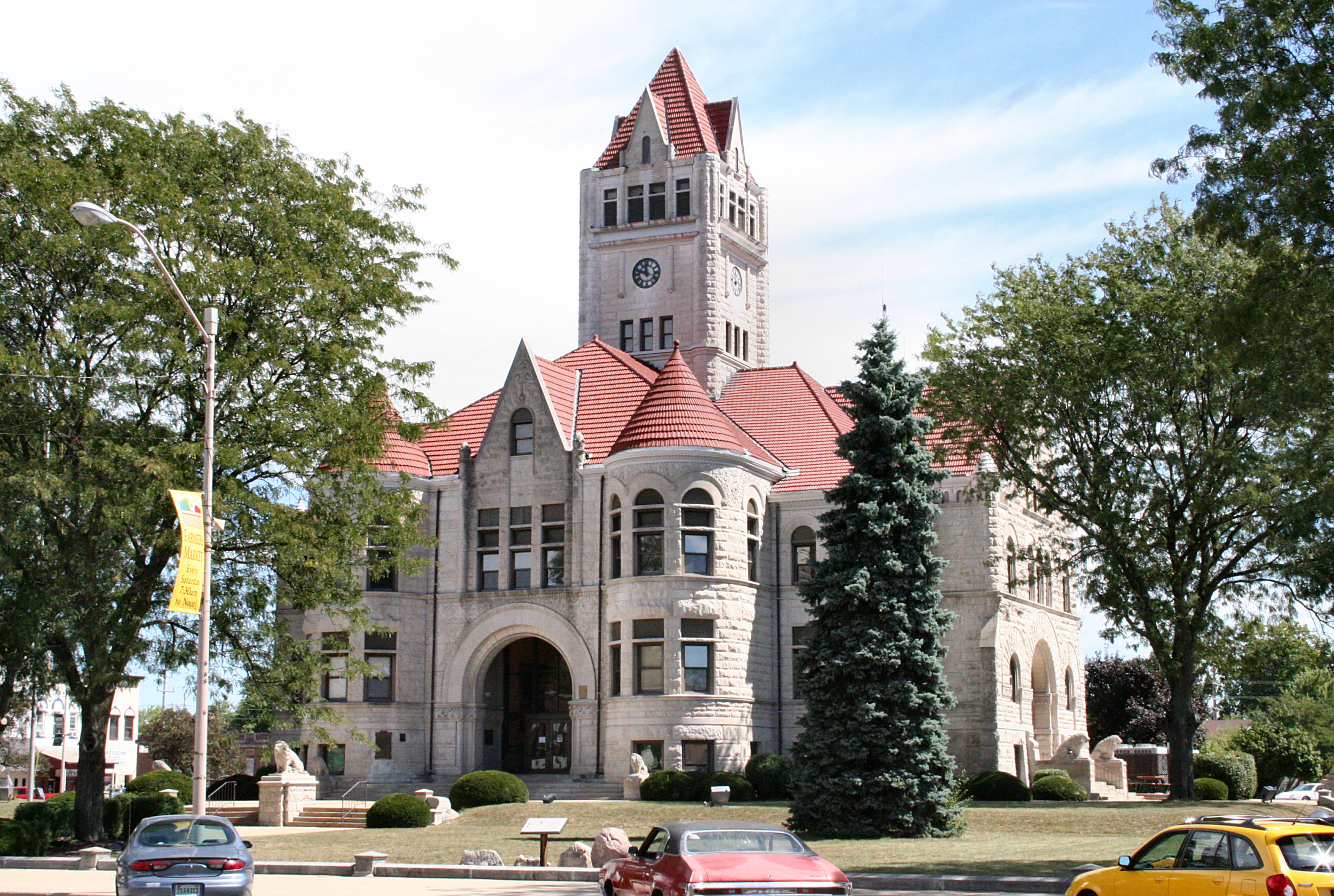
Gerichtsgebäude des Fulton County

Die Bevölkerungsstatistik weist für 2000 6414 Einwohner, 2757 Haushalte und 1734 Familien nach. Die Bevölkerungsdichte beträgt 543 Einwohner pro km².
96,24 % der Bevölkerung sind Weiße, 0,59 % amerikanische Ureinwohner, 0,45 % Afro-Amerikaner, 0,84 % Asiaten, 1,86 % Lateinamerikaner und 1,87 % anderer oder verschiedener Herkunft. 23,6 % der Bevölkerung ist jünger als 18 Jahre, 7,8 % ist 18–24 Jahre, 26,5 % ist 25–44, 22,3 % ist 45–64 und 19,8 % ist 65 Jahre oder älter.
Das Durchschnittseinkommen pro Haushalt in Rochester beträgt 33.424 Dollar, eine Familie verdient im Schnitt 41.949 Dollar. Männer verdienen im Schnitt 31.446 Dollar im Vergleich zu Frauen, die durchschnittlich nur 20.796 Dollar verdienen. Das mittlere Einkommen pro Kopf liegt bei 18.866 Dollar. 11,9 % der Bevölkerung befindet sich unter der Armutsgrenze.

## Söhne und Töchter der Stadt
- Elmo Lincoln (1889–1952), Schauspieler
- Otis R. Bowen (1918–2013), Politiker
- John Chamberlain (1927–2011), Künstler
- Nicole Anderson (* 1990), Schauspielerin